# Kamienica przy ulicy Wrzesińskiej 4 w Krakowie
Kamienica przy ulicy Wrzesińskiej 4 – zabytkowa kamienica znajdująca się w Krakowie, w dzielnicy I Stare Miasto przy ulicy Wrzesińskiej, na Kazimierzu.
Kamienica została wzniesiona w latach 1910–1911 według projektu architekta Leopolda Tlachny.
Kamienica została wpisana do gminnej ewidencji zabytków. Znajduje się na obszarze Kazimierza, którego układ urbanistyczny został wpisany 23 marca 1934 do rejestru zabytków.